# Абзаєвська сільська рада
Абза́євська сільська рада (рос. Абзаевский сельский совет) — муніципальне утворення у складі Кігинського району Башкортостану, Росія. Адміністративний центр — село Абзаєво.

## Населення
Населення — 1073 особи (2019, 1337 в 2010, 1302 в 2002).

## Склад
До складу поселення входять такі населені пункти:
| Населений пункт     | Населення, осіб (2002) | Населення, осіб (2010) |
| ------------------- | ---------------------- | ---------------------- |
| Абзаєво, село       | 568                    | 558                    |
| Алагузово, присілок | 521                    | 554                    |
| Масяково, присілок  | 213                    | 225                    |